# 項測試
第n項測試（the n-th term test for divergence）是數學上測試無窮級數是否發散的一個方式。
- 若 {\displaystyle \lim _{n\to \infty }a_{n}\neq 0} 或極限不存在，則 {\displaystyle \sum _{n=1}^{\infty }a_{n}} 發散。

許多數學書籍的作者沒有為上述的測試方式命名

## 用途
項測試和其他較強的收斂測試不同，此測試方式只能確認級數是否發散，不能確認級數是否收斂。若不符合此測試的條件，無法判定級數是收斂或是發散。例如：
- 若 {\displaystyle \lim _{n\to \infty }a_{n}=0,} 則 {\displaystyle \sum _{n=1}^{\infty }a_{n}} 可能收斂也可能發散，此條件下無法用此測試判定級數是否收斂。

調和級數就是不符合此測試的發散條件，卻又是發散級數的典型範例。調和級數是以下p級數的特例：
{\displaystyle \sum _{n=1}^{\infty }{\frac {1}{n^{p}}},}
配合項測試及其他測試，可得到以下的結果：
- 若p ≤ 0，根據項測試可知此級數發散。
- 若0 < p ≤ 1，根據項測試無法判定級數發散或收斂，根據積分判別法可判定此級數發散。
- 若1 < p，根據項測試無法判定級數發散或收斂，根據積分判別法可判定此級數收斂。

## 證明
要證明此測試法，一般都會證明其逆否命题（contrapositive）形式；
- 若{\displaystyle \sum _{n=1}^{\infty }a_{n}}收斂，則{\displaystyle \lim _{n\to \infty }a_{n}=0.}

### 利用極限證明
若 sn 是級數的部份和，則上述對數列的假設可推得
{\displaystyle \lim _{n\to \infty }s_{n}=s}
因此可得
{\displaystyle \lim _{n\to \infty }a_{n}=\lim _{n\to \infty }(s_{n}-s_{n-1})=s-s=0.}

### 柯西判別法
級數收斂的假設表示級數可以滿足柯西判別法的測試：對任意{\displaystyle \varepsilon >0}均存在一數字N使得
{\displaystyle |a_{n+1}+a_{n+2}+\ldots +a_{n+p}|<\varepsilon }
在所有n > N及p ≥ 1的條件下均成立。令p = 1，即可得到
{\displaystyle \lim _{n\to \infty }a_{n}=0.}

## 應用範圍
項測試最簡單的版本可以用在實數的無窮級數中。上述的二個證明也可以在適用在賦範向量空間中。

## 腳註
1. ↑  Kaczor p.336
2. ↑  如Rudin (p.60)只提到其相反位置（contrapositive）的形式，沒有命名。Brabenec (p.156)稱此測試為nth term test。Stewart (p.709)稱此測試為Test for Divergence。
3. ↑  Brabenec p.156; Stewart p.709
4. ↑  Rudin (pp.59-60)也使用此證明的概念，但用另一種陳述柯西判別法的方式
5. ↑  Hansen p.55; Șuhubi p.375